# شاهزاده ماریا آملیا
شاهزاده ماریا آملیا (انگلیسی: Princess Maria Amélia of Brazil; ۱ دسامبر ۱۸۳۱ – ۴ فوریهٔ ۱۸۵۳) یا دن ماریا آملیا شاهزاده‌ای از امپراتوری برزیل و عضوی از شاخهٔ برزیلی دودمان براگانسا بود. والدین او امپراتور دن پدروی یکم (برزیل), نخستین فرمانروای برزیل، و آملی دو لوکزامبورگ بودند. ماریا آملیا که تنها فرزند ازدواج دوم پدرش بود، در سلطنت ژوئیه فرانسه متولد شد؛ در آن زمان پدرو اول به نفع پسرش، پدروی دوم، از تاج‌وتخت برزیل کناره‌گیری کرده بود. پیش از آنکه ماریا آملیا یک‌ماهه شود، پدرو اول برای بازگرداندن تاج‌وتخت به بزرگ‌ترین دختر خود از ازدواج نخستش، ماریا دوم، راهی پرتغال شد. او در جنگی موفقیت‌آمیز برادرش میگل یکم را که تاج‌وتخت ماریا دوم را غصب کرده بود، شکست داد.
چند ماه پس از پیروزی، پدرو اول بر اثر سل درگذشت. مادر ماریا آملیا او را به پرتغال برد، جایی که بیشتر عمرش را بدون بازدید از برزیل سپری کرد. دولت برزیل به دلیل تولد او در خارج از کشور، ماریا آملیا را به عنوان عضوی از خاندان امپراتوری برزیل به رسمیت نشناخت؛ اما زمانی که برادر ناتنی بزرگ‌ترش، پدرو دوم، در سال ۱۸۴۰ به سن قانونی رسید، موفق شد این موضوع را اصلاح کند.
ماریا آملیا در اوایل سال ۱۸۵۲ با فردیناند ماکسیمیلیان یوزف نامزد شد؛ اما پیش از آنکه ازدواج صورت گیرد، به بیماری سل مبتلا شد و به شهر فونشال در جزیرهٔ مادیرا در پرتغال منتقل گردید. با وجود آب‌وهوای سالم این منطقه، وضعیت سلامتی‌اش رو به وخامت گذاشت و سرانجام در ۴ فوریه ۱۸۵۳ درگذشت. پیکر او به پرتغال منتقل و در پانتئون دودمان براگانسا به خاک سپرده شد. حدود ۱۳۰ سال بعد، بقایای او به برزیل انتقال یافت. در بزرگداشت دخترش، مادر ماریا آملیا تأمین مالی ساخت بیمارستان "Princesa D. Maria Amélia" را در فونشال بر عهده گرفت. نامزد ماریا آملیا، ماکسیمیلیان، سفری زیارتی به برزیل و مادیرا انجام داد که بر پذیرش تاج‌وتخت امپراتوری دوم مکزیک توسط او در سال ۱۸۶۴ تأثیر گذاشت.

## سال‌های نخست زندگی

### تولد
ماریا آملیا در ۱ دسامبر ۱۸۳۱ در پاریس متولد شد و به نام کامل ماریا آملیا آگوستا اوژِنیّا جوزفینا لوئیزا تئودولینا الوئی فرانسیسکو خاویر دو پائولا گابریلا رافائلا گونزاگا تعمید یافت. او تنها دختر پدروی یکم (برزیل) از همسر دومش آملی دو لوکزامبورگ بود. از طریق پدرش، ماریا آملیا عضوی از شاخهٔ برزیلی دودمان براگانسا (پرتغالی: Bragança) محسوب می‌شد و از بدو تولد، عنوان افتخاری دن (بانو) به او تعلق گرفت. او نوهٔ ژائو ششم، پادشاه پرتغال بود. مادر ماریا آملیا، دختر اوژن دو بوآرنه، دوک لوکزامبورگ، و نوه‌خواندهٔ ناپلئون بناپارت، امپراتور فرانسه، بود. اوژن با شاهزاده آگوستا بایرن، دختر ماکسیمیلیان یوزف، ازدواج کرده بود.
پدرو پیش‌تر نخستین امپراتور برزیل با عنوان پدرو اول و همچنین پادشاه پرتغال با عنوان پدرو چهارم بود. پس از او، تاج‌وتخت پرتغال به دختر بزرگ‌ترش، ماریا دوم، که خواهر ناتنی بزرگ‌تر ماریا آملیا بود، رسید. ماریا دوم فرزند ازدواج نخست پدرو با ماریا لئوپولدینه اتریشی بود. در سال ۱۸۲۸، تاج‌وتخت ماریا دوم توسط میگل یکم، برادر جوان‌تر پدرو، غصب شد. پدرو که مصمم بود تاج‌وتخت دخترش را بازگرداند، در آوریل ۱۸۳۱ از تاج‌وتخت برزیل کناره‌گیری کرد و همراه با آملی، که در آن زمان باردار بود، به اروپا رفت.
به‌منظور تأیید حقوق ماریا آملیا به عنوان یک شاهزاده برزیلی، پدرو از چندین مهمان، از جمله نماینده دیپلماتیک برزیل در فرانسه، دعوت کرد تا شاهد تولد او باشند. والدین تعمیدی او لوئی فیلیپ و همسرش ماریا آمالیا ناپل و سیسیل بودند، و نام او به افتخار آن‌ها انتخاب شد. پدرو در نامه‌ای به فرزندانش که در برزیل مانده بودند، از جمله پدرو دوم، نوشت: «مشیت الهی خواست که اندوهی را که قلب پدرانه‌ام به سبب جدایی از اعلی‌حضرت دارد، با دادن دختری دیگر به من و خواهری دیگر و رعیتی بیشتر برای اعلی‌حضرت، تسکین دهد.»

## شاهزاده برزیلی

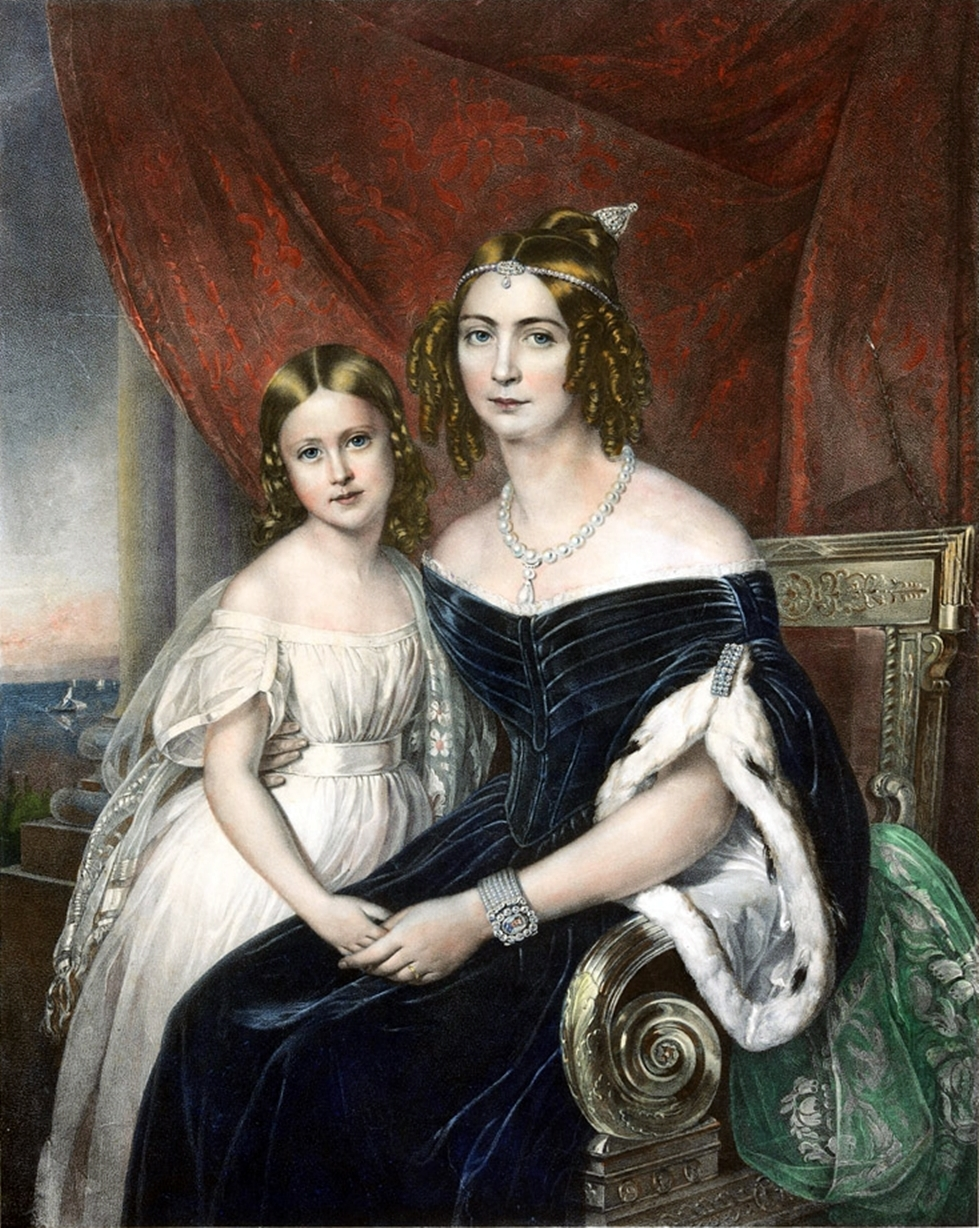
ماریا آملیا همراه با مادرش، حدود سال ۱۸۴۰

هنگامی که ماریا آملیا تنها ۲۰ روز داشت، پدرش فرانسه را ترک کرد تا به پرتغال حمله کند. او تقریباً دو سال در پاریس همراه با مادرش و خواهر ناتنی‌اش، ماریا دوم، زندگی کرد. هنگامی که خبر سقوط پایتخت پرتغال، لیسبون، به دست نیروهای پدرو رسید، آملی دو لوختنبورگ همراه با دختر نوزادش و دخترخوانده‌اش لیسبون را به مقصد پرتغال ترک کرد. آن‌ها در ۲۲ سپتامبر ۱۸۳۳ به لیسبون رسیدند و روز بعد پیاده شدند. چارلز جان نپیر، افسر نیروی دریایی بریتانیا که در کنار پدرو جنگیده بود، دربارهٔ دیدار احساسی خانواده نوشت:
من هرگز پدرو را این‌چنین خوشحال و خرسند ندیده بودم؛ او کمی بالاتر از سانتا ماریا دِ بِلِم سوار کشتی شد؛ امپراتریس [آملی] در نردبان کشتی او را در آغوش گرفت و با محبت فراوان بوسید. ملکه [ماریا دوم] بسیار تحت تأثیر قرار گرفته بود و نتوانست جلوی اشک‌هایش را بگیرد. شاهزاده کوچک [ماریا] آملیا، دختر کوچک‌ترش، توجه او را به خود جلب کرد: او از دیدن ریش پرپشت پدرش کمی ترسیده بود و گرمای چندانی به نوازش‌هایش نشان نداد.
با شکست و تبعید میگل یکم و بازگرداندن ماریا دوم به تاج و تخت، ماریا آملیا و خانواده‌اش در پرتغال ماندند. ابتدا در کاخ رامالیاو و سپس در کاخ کوئلوز در نزدیکی لیسبون اقامت گزیدند. اما جنگ تأثیر خود را بر سلامت پدرو گذاشته بود و او در آستانه مرگ به دلیل سل قرار داشت. در ساعات اولیه ۲۴ سپتامبر ۱۸۳۴، ماریا آملیا که هنوز سه سال نداشت، به بستر مرگ پدرش برده شد. پدرو که بسیار ضعیف بود، دستانش را برای دعای خیر بلند کرد و گفت: «همیشه به این کودک بگویید که پدری داشت که او را بسیار دوست داشت… او نباید مرا فراموش کند… همیشه باید از مادرش اطاعت کند… این‌ها آخرین خواسته‌های من هستند». پدرو در همان روز بعدازظهر درگذشت.
آملی که بیوه شده بود، هرگز دوباره ازدواج نکرد و تمام وقت خود را به پرورش دخترش در پرتغال اختصاص داد. آن‌ها اگرچه ارتباط نزدیکی با خانواده سلطنتی پرتغال داشتند، اما رسماً عضوی از آن نبودند. نه آملی و نه دخترش هرگز به برزیل سفر نکردند، اما آملی بدون موفقیت از دولت برزیل درخواست کرد تا دخترش را به عنوان عضوی از خانواده امپراتوری برزیل به رسمیت بشناسد، که در این صورت او مستحق دریافت کمک مالی می‌شد. در آن زمان، برادر ناتنی ماریا آملیا، پدرو دوم، هنوز صغیر بود و اداره کشور در دست یک نایب‌السلطنه بی‌ثبات قرار داشت. دولت برزیل به دلیل تولد خارجی ماریا آملیا از به رسمیت شناختن او به عنوان یک شاهزاده برزیلی امتناع کرد و ورود او و مادرش را به برزیل ممنوع نمود. این وضعیت تنها زمانی تغییر کرد که پدرو دوم در سال ۱۸۴۰ به سن قانونی رسید و توانست اصرار کند که خواهرش به عنوان عضوی از خانواده سلطنتی برزیل شناخته شود. اوریلیانو کوتینیو (بعدتر مارکیز سپتیبا)، وزیر امور خارجه برزیل، از پارلمان درخواست کرد که ماریا آملیا را به رسمیت بشناسد، که این امر در ۵ ژوئیه ۱۸۴۱ تحقق یافت.

## یادداشت
1. ↑  اختلاف‌هایی دربارهٔ نام کامل ماریا آملیا وجود دارد. گواهی تولد او در ۱ دسامبر ۱۸۳۱ حاکی از نام‌گذاری او به عنوان ماریا آملیا آگوستا اوژِنیّا جوزفینا لوئیزا تئودولینا الوئی فرانسیسکو خاویر دو پائولا گابریلا رافائلا گونزاگا است ((Almeida 1973، ص. 45); (Sousa 1972، ص. ۱۸۷)). اما به نظر می‌رسد والدین او نظر خود را تغییر داده و طبق گواهی تعمیدش در ۲۰ دسامبر ۱۸۳۱، او را ماریا آملیا آگوستا اوژِنیّا جوزفینا لوئیزا تئودولینا فرانسیسکا خاویر دو پائولا گابریلا رافائلا گونزاگا نام‌گذاری کرده‌اند. در نتیجه، نام «الوئی» حذف شد و «فرانسیسکو» به فرم مؤنث آن، «فرانسیسکا»، تغییر یافت. افزون بر این، برخی نویسندگان بعدی مانند ماکس فلیوس (Fleiuss 1940, p. ۱۱) و لیجیا لموس تورس (Torres 1947, p. ۱۴۵) به اشتباه نام او را «هلوئیزا» ثبت کرده‌اند.